# Ștefania Vătafu
Ştefania Iuliana Vătafu (12 luglio 1993) è una calciatrice rumena, centrocampista dell'Anderlecht e della nazionale rumena.

## Palmarès

### Club
- Campionato belga: 3

Anderlecht: 2019-2020, 2020-2021, 2021-2022
- Campionato rumeno: 8

Olimpia Cluj: 2010-2011, 2011-2012, 2012-2013, 2013-2014, 2014-2015, 2015-2016, 2016-2017, 2017-2018
- Coppa di Romania femminile: 3

Olimpia Cluj: 2010-2011, 2011-2012, 2012-2013